# 攻頂棋
攻頂棋（Pylos），又名埃及王，是英國人David G. Royffe在1994年推出的兩人棋類遊戲。遊戲過程是將球體堆成一座錐形體，類似填珠棋。

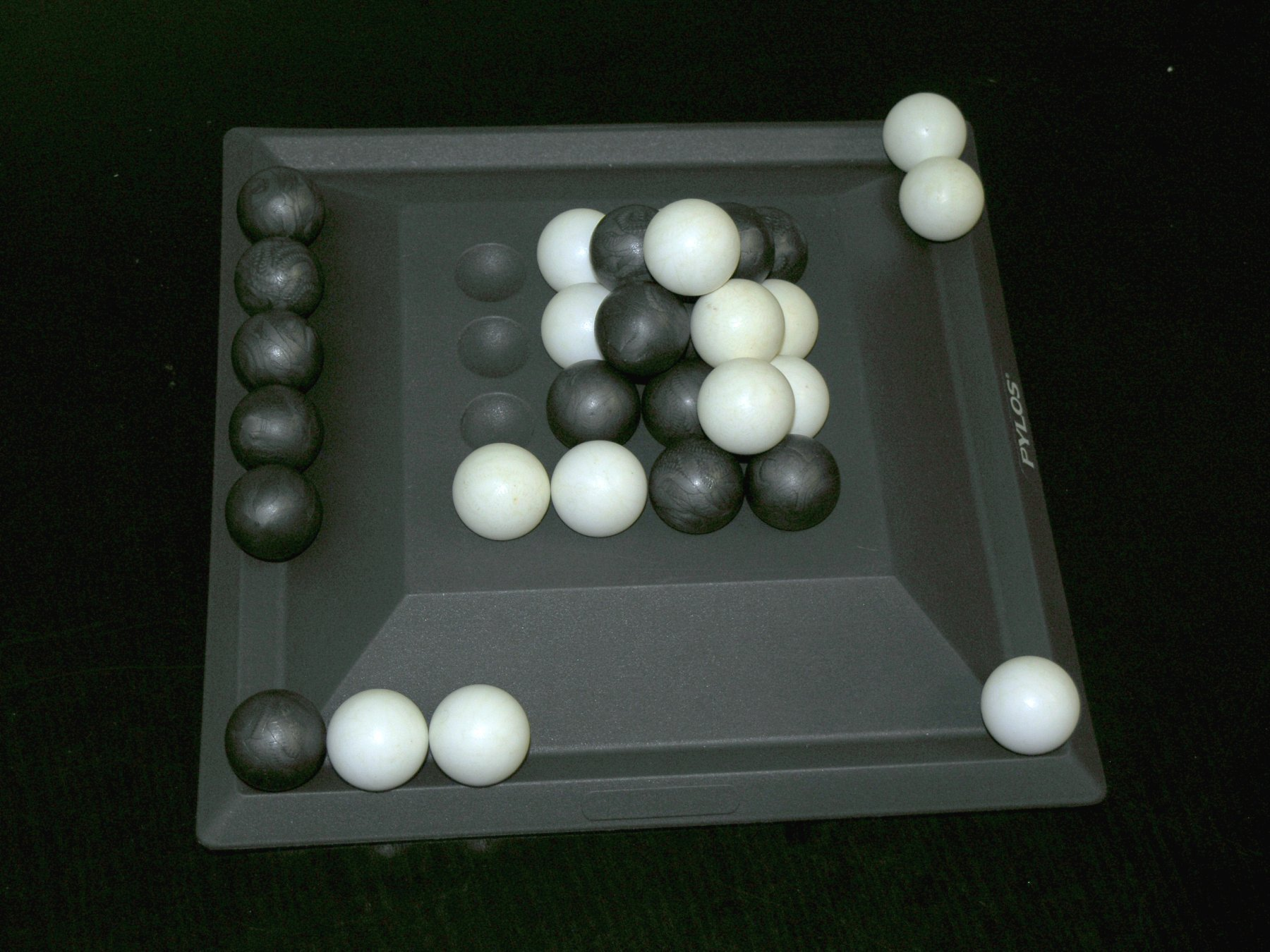
攻頂棋

## 棋具
- 棋盤挖有為4*4的半球洞，洞中可以剛好置入一顆球體。

- 棋子為球形體，以深淺色區分兩位玩家，每方擁有十五顆。

## 規則
- 初始為空棋盤，棋子皆先置於玩家手中。

- 玩家每回合可選擇兩種行動之一：
  - 放子：把一顆己棋從手中放在棋盤空洞中，或是置於組成正方形的四顆球體的中間。
  - 向上堆子：把已放在棋盤，沒被上層壓住的一顆己棋取走，放於比原先更高層、由四顆球體組成的正方形的中間。

- 任一行動時造成己方四顆組成正方形，則本回合最多可取回一或兩顆沒被上層壓住的己棋回收於手中，然後回合結束。無論形成數量多少，並無累加。

- 使對方無法行棋即獲勝。[1]

### 進階規則
- 任一行動時造成己方四顆組成縱或橫線，則本回合最多可取回一或兩顆沒被上層壓住的己棋回收於手中，然後回合結束。無論形成數量多少，並無累加。

## 外部連結
- 遊戲介紹 （页面存档备份，存于）